# Vișa
Die Vișa (deutsch Weißbach; ungarisch Viza) ist ein Nebenfluss der Târnava Mare (Große Kokel) in Siebenbürgen, Rumänien. Sie durchfließt Ocna Sibiului (Salzburg), Loamneș (Ladmesch), Șeica Mare (Marktschelken) und Axente Sever (Frauendorf). Bei Copșa Mică (Kleinkopisch) mündet sie in die Große Kokel.